# Piesa (film)
Piesa (titlu original: în engleză Noises Off...) este un film american de comedie din 1992 regizat de Peter Bogdanovich după un scenariu de Marty Kaplan bazat pe o piesă de teatru din 1982 de Michael Frayn. Rolurile principale au fost interpretate de actorii Michael Caine, Carol Burnett, Christopher Reeve, John Ritter, Marilu Henner, Nicollette Sheridan, Julie Hagerty și Mark Linn-Baker. A fost ultima interpretare de film a lui Denholm Elliott, care a decedat în octombrie în acel an.